# Hoogstraat (Zottegem)

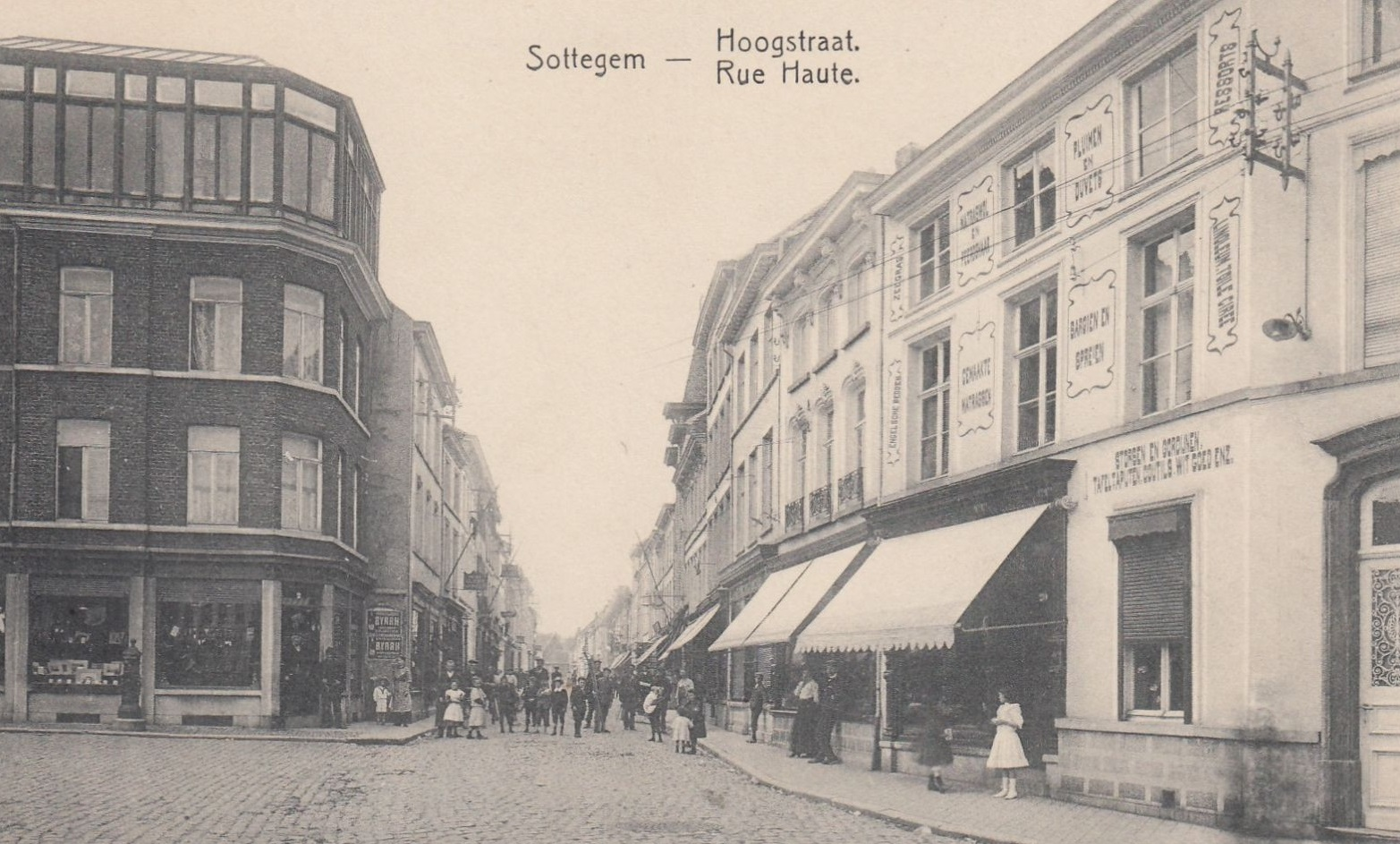
Historische prentbriefkaart

De Hoogstraat is een straat in het Belgische Zottegem die de Markt verbindt met de weg naar Strijpen. De straat  is (samen met de Heldenlaan en de Stationsstraat) één van de centrale winkelstraten van de stad. Bij archeologisch onderzoek aan de Wolvenstraat-Hoogstraat werden twee kuilen gevonden die dateren uit de midden-bronstijd. In de Hoogstraat staan nog enkele panden uit de tweede helft van de 19de eeuw met stucwerk. Op nummer 18 bevindt zich in de voormalige Cousy-textielwinkel een Art deco-glasraam met een afbeelding van Roodkapje. Het huis op nummer 39 heeft een Art nouveau-bloementableau in faience. Op nummer 74 bevond zich Brouwerij De Toekomst. De Hoogstraat maakt deel uit van de N454. In 1994 en 2015 werd de straat heraangelegd. 

## Afbeeldingen

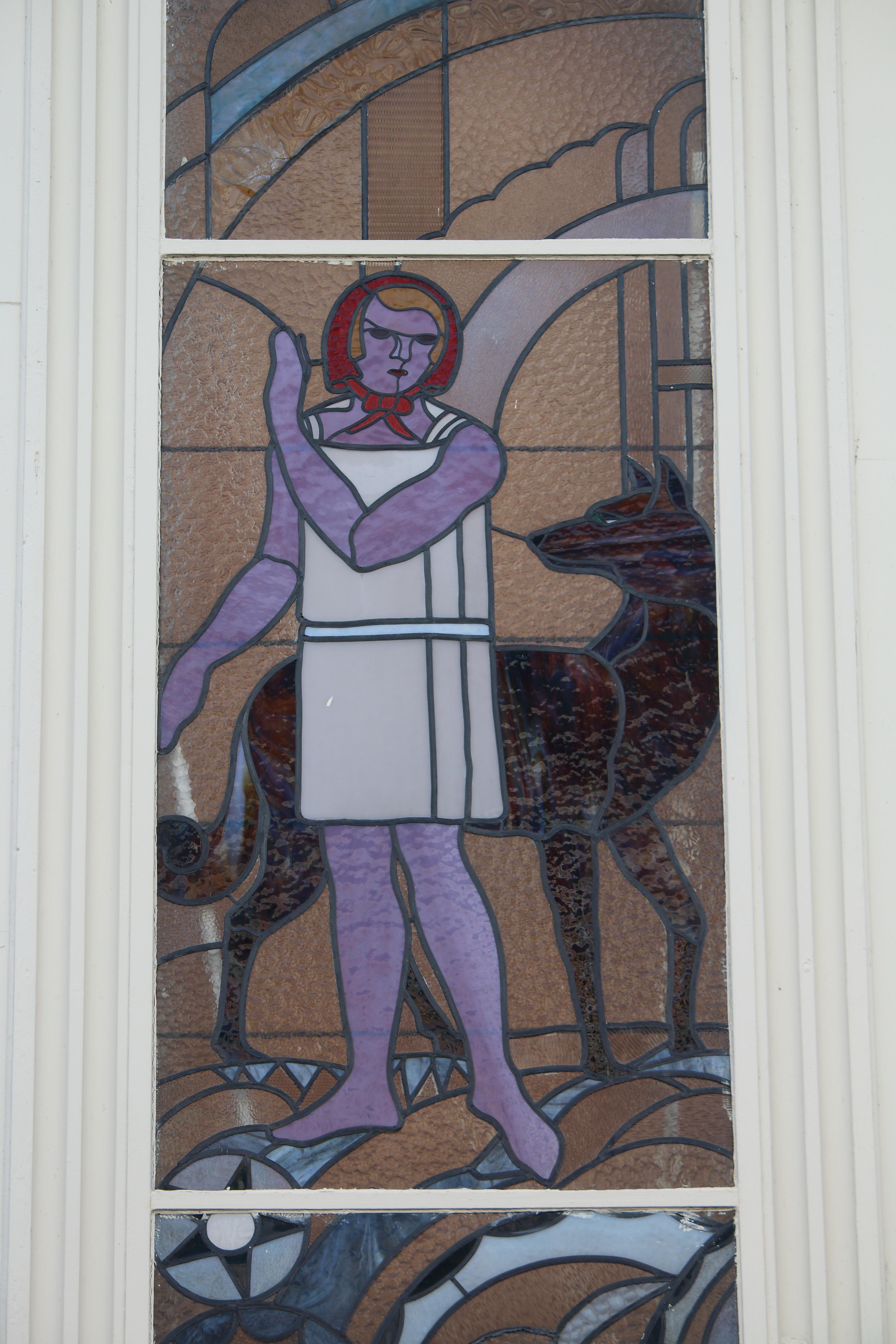
Art deco-raam 'Roodkapje'
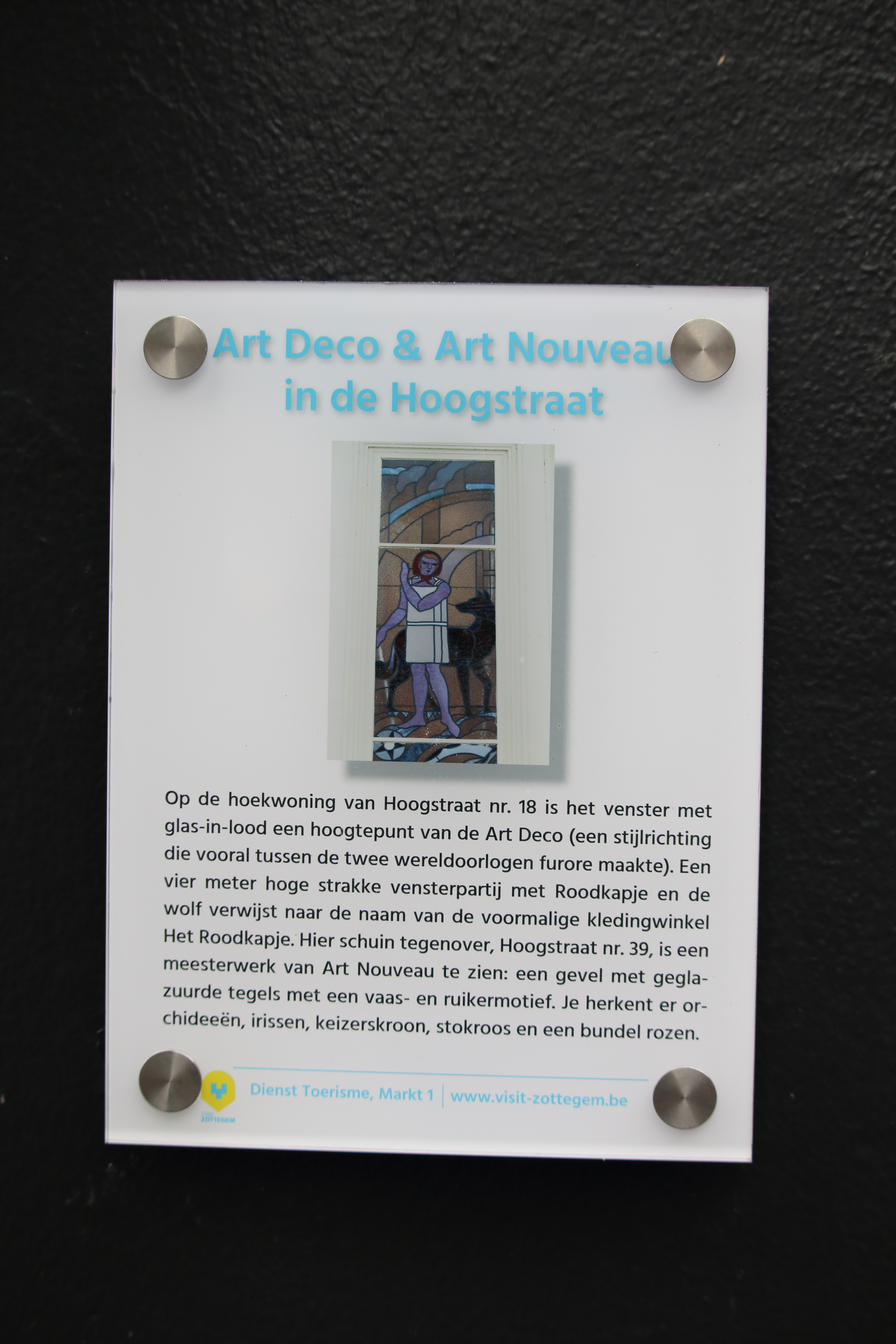
Infobord Art nouveau en Art deco in de Hoogstraat
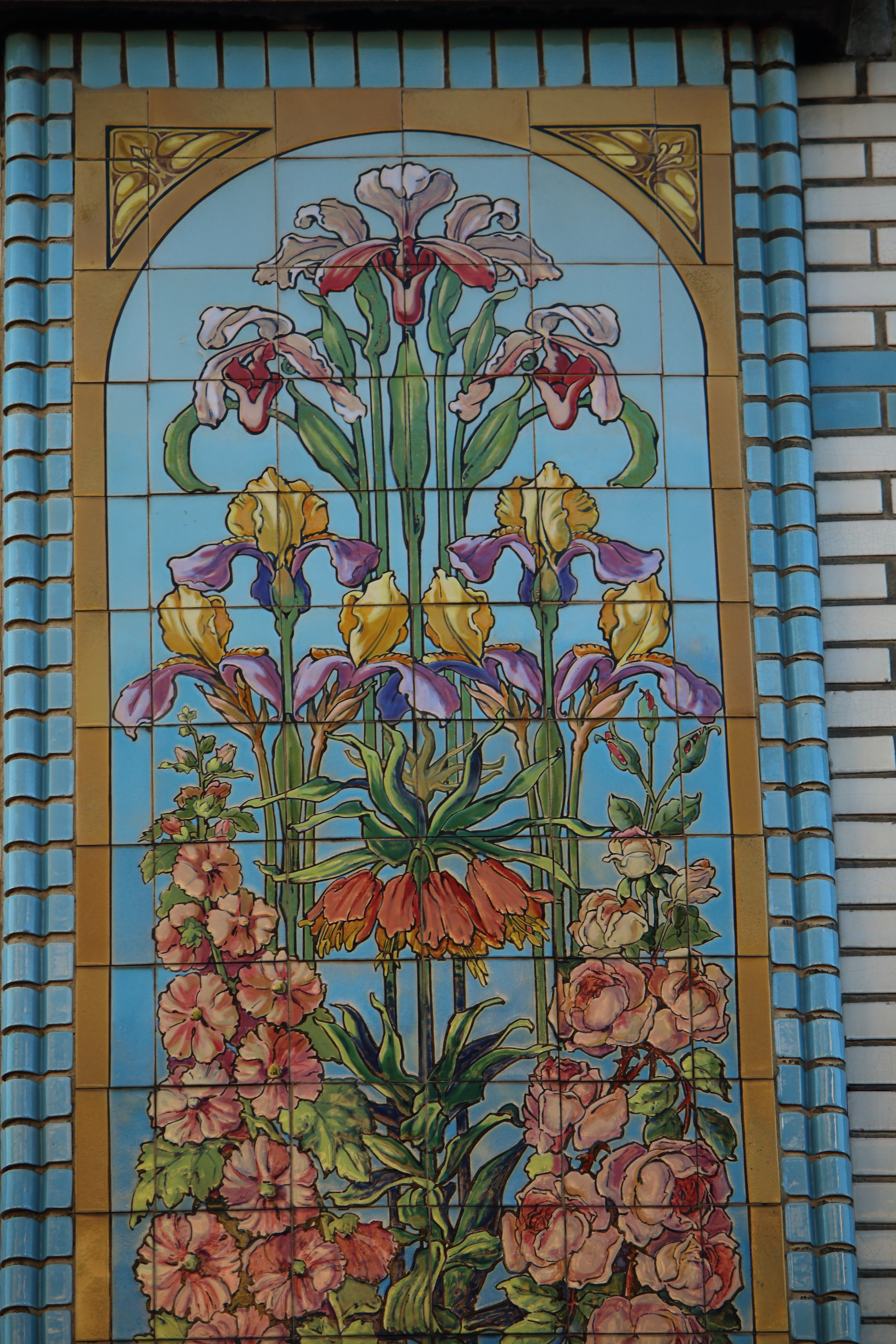
Art nouveau-tegeltableau
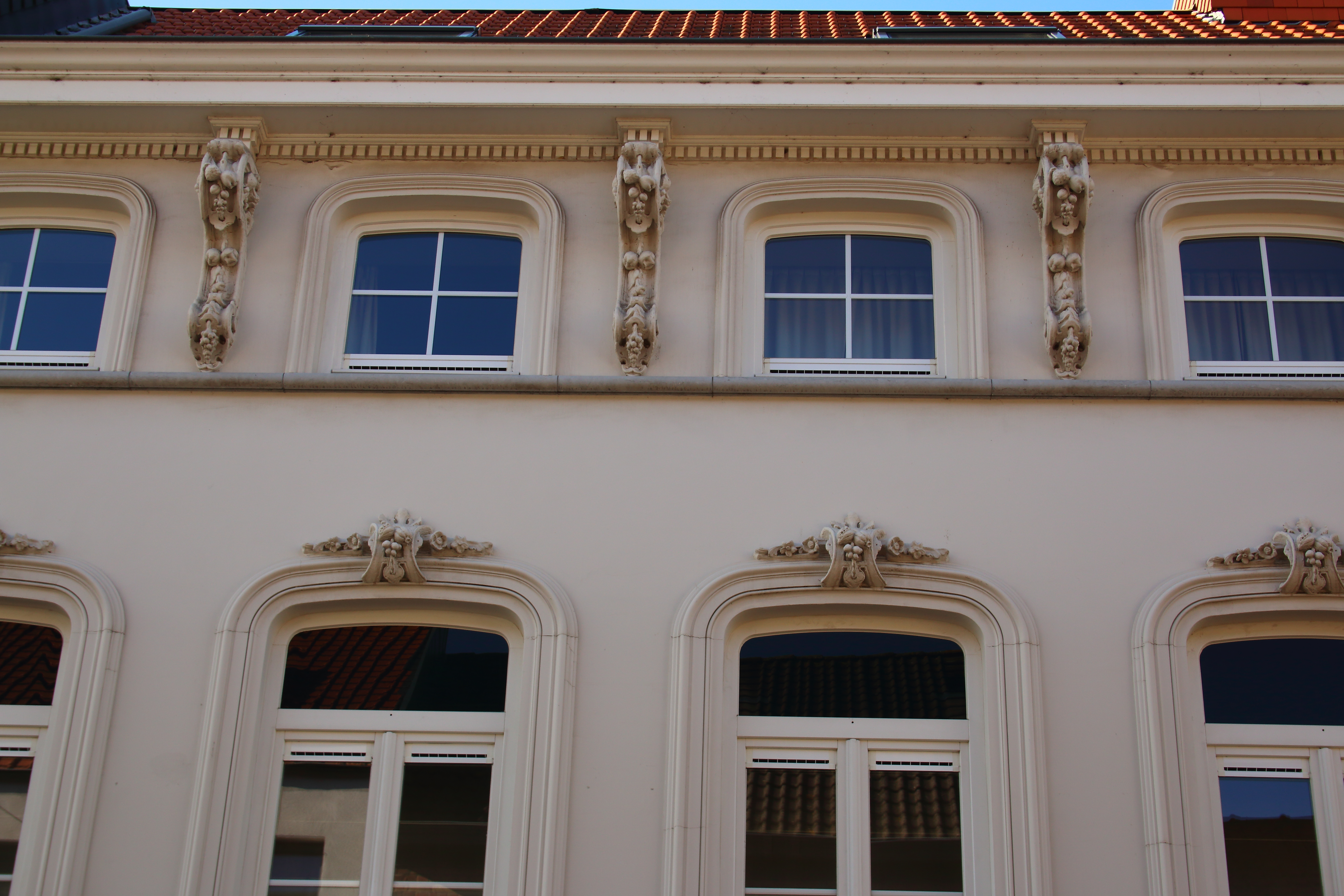
Pand in de Hoogstraat